# Комсомольський (Талицький міський округ)
Комсомо́льський (рос. Комсомольский) — селище у складі Талицького міського округу Свердловської області.
Населення — 717 осіб (2010, 838 у 2002).
Національний склад станом на 2002 рік: росіяни — 95 %.